# Reckless & Relentless
Reckless & Relentless — второй студийный альбом британской металкор-группы Asking Alexandria, выпущенный 5 апреля 2011 года на лейбле Sumerian Records.
Анонс альбома состоялся 22 декабря 2009 года. Запись альбома началась в июне 2010 года на студии Foundation Recording Studios в городе Коннерсвилл, штат Индиана и закончилась осенью того же года. Музыкальной составляющий альбома Reckless & Relentless является металкор, который включает в себя элементы евро-трансa и рок-музыки 1980-х годов.
Альбом получил множество положительных отзывов критиков, которые высоко оценили достаточно громкое звучание музыки, а также похвалили вокал Дэнни Уорснопа, однако, они критикуют чрезмерное использование электронных инструментов. Альбом дебютировал под номером 9 в чарте Billboard 200, c более чем 31000 проданных копий альбома в первую неделю.

## Список композиций
| №                   | Название                 | Длительность |
| ------------------- | ------------------------ | ------------ |
| 1.                  | «Welcome»                | 1:49         |
| 2.                  | «Dear Insanity»          | 3:09         |
| 3.                  | «Closure»                | 3:58         |
| 4.                  | «A Lesson Never Learned» | 3:54         |
| 5.                  | «To the Stage»           | 3:30         |
| 6.                  | «Dedication»             | 1:03         |
| 7.                  | «Someone, Somewhere»     | 3:37         |
| 8.                  | «Breathless»             | 4:10         |
| 9.                  | «The Match»              | 4:15         |
| 10.                 | «Another Bottle Down»    | 3:34         |
| 11.                 | «Reckless & Relentless»  | 4:08         |
| 12.                 | «Morte et Dabo»          | 5:15         |
| Общая длительность: | Общая длительность:      | 42:25        |

| №                   | Название                                                                                       | Длительность |
| ------------------- | ---------------------------------------------------------------------------------------------- | ------------ |
| 13.                 | «When Everyday's the Weekend (Big Chocolate remix) 3:51»                                       |              |
| 14.                 | «Nobody Don't Dance No More (Noah D remix) 3:49»                                               |              |
| 15.                 | «If You Can't Ride Two Horses at Once... You Should Get Out of the Circus (Noah D remix) 3:53» |              |
| 16.                 | «I Was Once, Possibly, Maybe, Perhaps a Cowboy King (Robotsonics remix) 5:31»                  |              |
| 17.                 | «A Prophecy (Big Chocolate remix) 4:26»                                                        |              |
| Общая длительность: | Общая длительность:                                                                            | 62:52        |

| №                   | Название                                                                        | Длительность |
| ------------------- | ------------------------------------------------------------------------------- | ------------ |
| 13.                 | «The Final Episode (Let's Change the Channel) (Borgore's Die Bitch remix) 4:12» |              |
| 14.                 | «A Candlelit Dinner with Inamorta (Run DMT remix) 4:14»                         |              |
| 15.                 | «A Prophecy (Big Chocolate Electro remix) 4:17»                                 |              |
| Общая длительность: | Общая длительность:                                                             | 54:06        |

## Позиции в чартах
| Чарт                                  | Наивысшая позиция |
| ------------------------------------- | ----------------- |
| Australian Albums Chart (ARIA Charts) | 30                |
| UK Albums Chart                       | 98                |
| U.S. Billboard 200                    | 9                 |
| U.S. Rock Albums (Billboard)          | 4                 |
| U.S. Hard Rock Albums (Billboard)     | 2                 |

## Участники записи
Вся информация об участвующих исполнителях взята с Allmusic.
Asking Alexandria
- Danny Worsnop — вокал, клавишные, программирование
- Ben Bruce — соло-гитара, бэк-вокал, вокал в «A Lesson Never Learned», клавишные, программирование
- Cameron Liddell — ритм-гитара, бэк-вокал
- Sam Bettley — бас-гитара
- James Cassells — ударные

Приглашённые музыканты
- James Murray

### Продюсеры
- Joey Sturgis
- Nick Sampson
- Paul Harries
- Daniel Wagner
- Daniel McBride
- Shawn Keith and Nick Walters
- George Vallee